# Oblast de Belostok
1807 – 1842
Entités précédentes :
- Royaume de Prusse : Département de Białystok

Entités suivantes :
- Empire russe : Gouvernement de Grodno

L'Oblast de Belostok (en russe : Белостокская область ; en polonais : Obwód białostocki) était une division administrative de l'Empire russe, qui avait sa capitale à Belostok (aujourd'hui Białystok, en Pologne).

## Histoire
L'oblast a été créé à partir de l'ancien département prussien de Białystok, gagné en 1807 par la Russie en vertu du traité de Tilsit.
L'oblast a été aboli en 1842 lorsqu'il a été inclus dans le gouvernement de Grodno.

## Divisions administratives

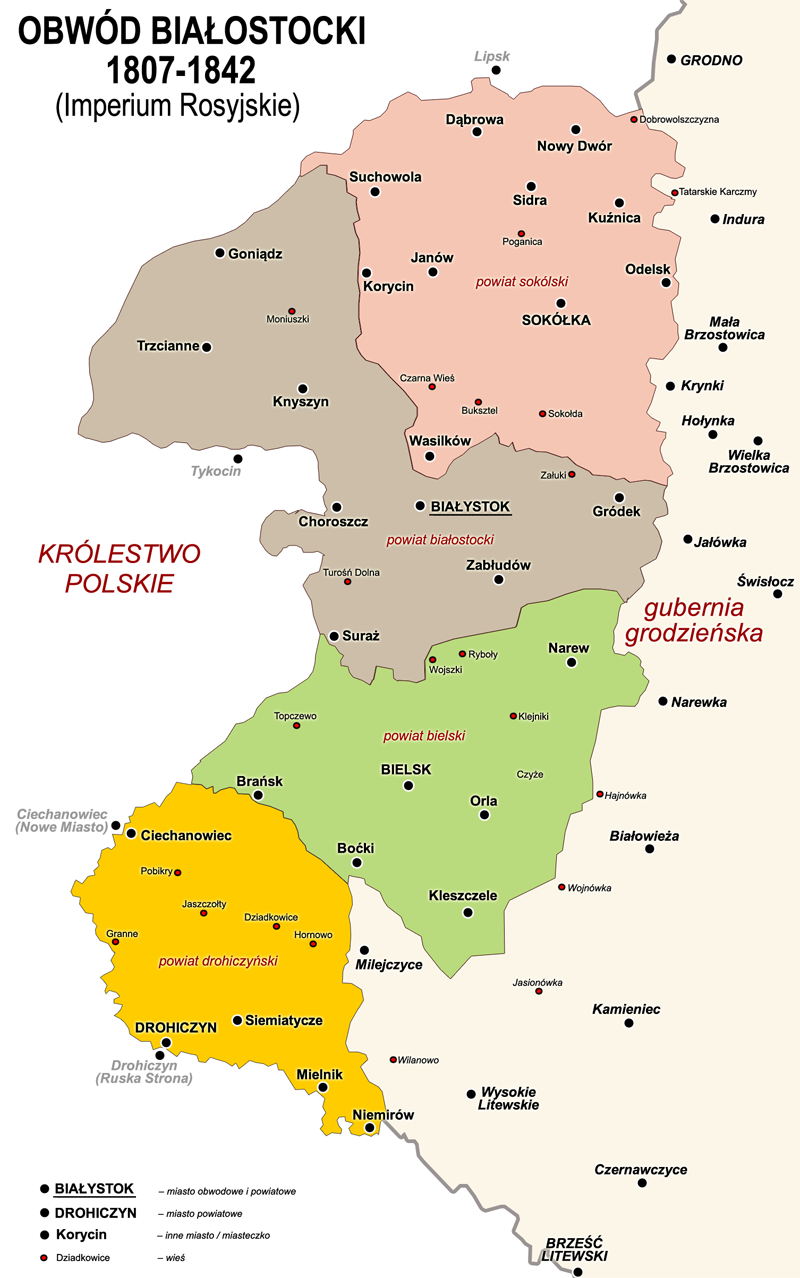
Divisions administratives de l'oblast de Belostok — 1807–1842.

Au XIXe siècle, certains des oblasts étaient des divisions administratives qui avaient un statut à peu près égal à celui des gouvernements ; c'est-à-dire qu'ils existaient indépendamment des gouvernements, et non comme des subdivisions de ces derniers. 
En 1808, l'Oblast est divisé en quatre ouïezds (districts) :
- Belostok, comprenant les villes de Białystok, Choroszcz, Goniądz, Gródek, Knyszyn, Suraż, Trzcianne et Zabłudów ;
- Bielsk, comprenant les villes de Bielsk Podlaski, Boćki, Brańsk, Kleszczele, Narew et Orla ;
- Sokółka comprenant les villes de Dąbrowa Białostocka, Janów, Korycin, Kuźnica, Nowy Dwór, Odelsk, Sidra, Sokółka, Suchowola et Wasilków ;
- Drohiczyń, comprenant les villes de Ciechanowiec, Drohiczyn, Mielnik, Niemirów et Siemiatycze.

En 1842, le nombre de districts a été réduit à trois lorsque le district de Drohiczyń a été fusionné avec celui de Bielsk.